# Coleen Gray
Pour les articles homonymes, voir Gray.
Coleen Gray est une actrice américaine, née Doris Bernice Jensen le 23 octobre 1922 à Staplehurst (Nebraska), et morte à Los Angeles le 3 août 2015.

## Biographie

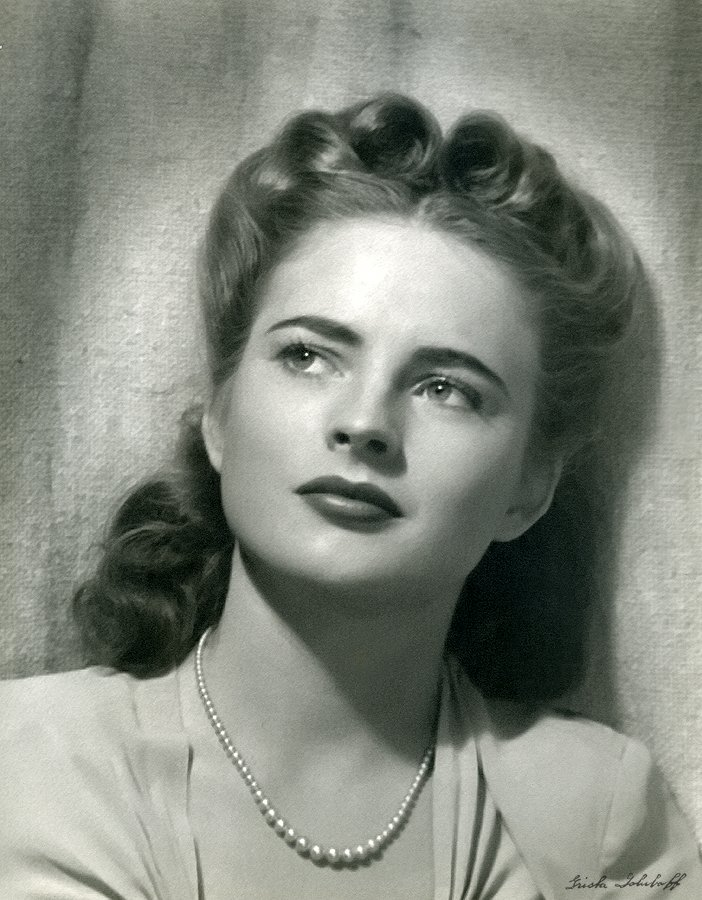
Photographiée vers 1945

Coleen Gray joue au cinéma à partir de 1944, aux côtés notamment de Victor Mature (Le Carrefour de la mort en 1947, son premier grand rôle), de John Wayne (La Rivière rouge en 1948), de John Payne ( Le Quatrième Homme en 1952) ou de Sterling Hayden (L'Ultime Razzia en 1956) ; elle tourne régulièrement jusqu'en 1968, avant deux derniers films en 1971 et 1985.
À la télévision, entre 1950 et 1986, elle participe à plusieurs séries bien connues (ex. : Perry Mason, Mannix, Bonanza) et à deux téléfilms.
Au théâtre (où elle débute avant d'être sollicitée par Hollywood), elle joue une seule fois à Broadway en 1949, avec Charlton Heston, dans la pièce Leaf and Bough de Joseph Hayes, mise en scène par Rouben Mamoulian.

## Filmographie

### Cinéma

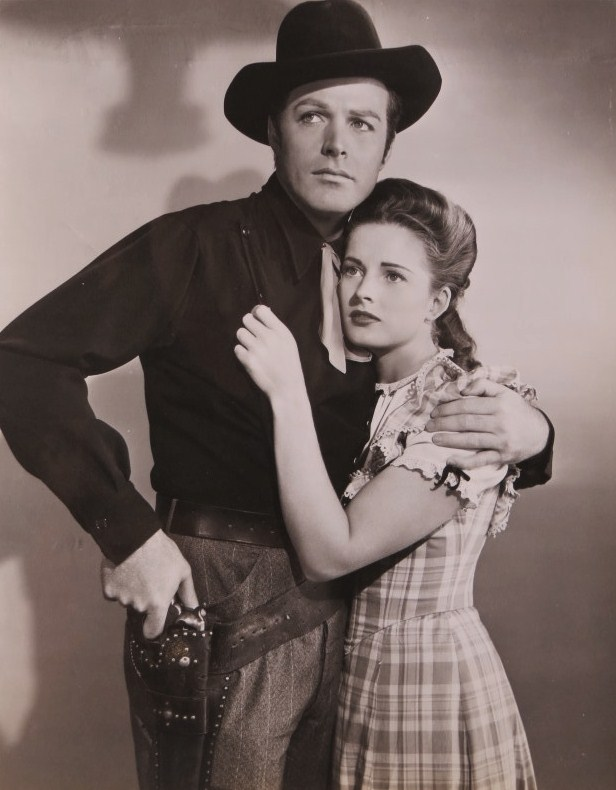
Coleen Gray et Glenn Langan dans Massacre à Furnace Creek, photo promotionnelle.

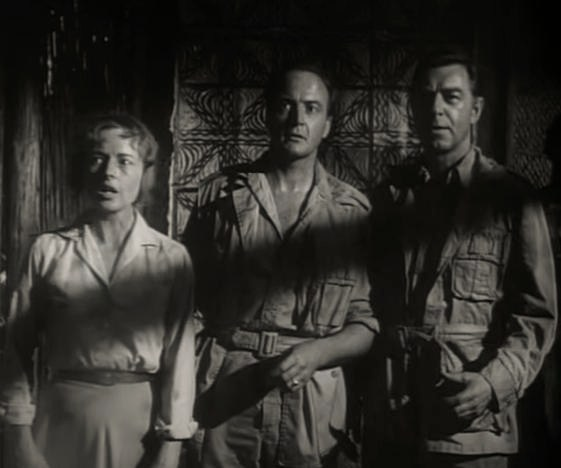
Coleen Gray (à gauche), John van Dreelen (centre) et Phillip Terry dans La Femme sangsue.

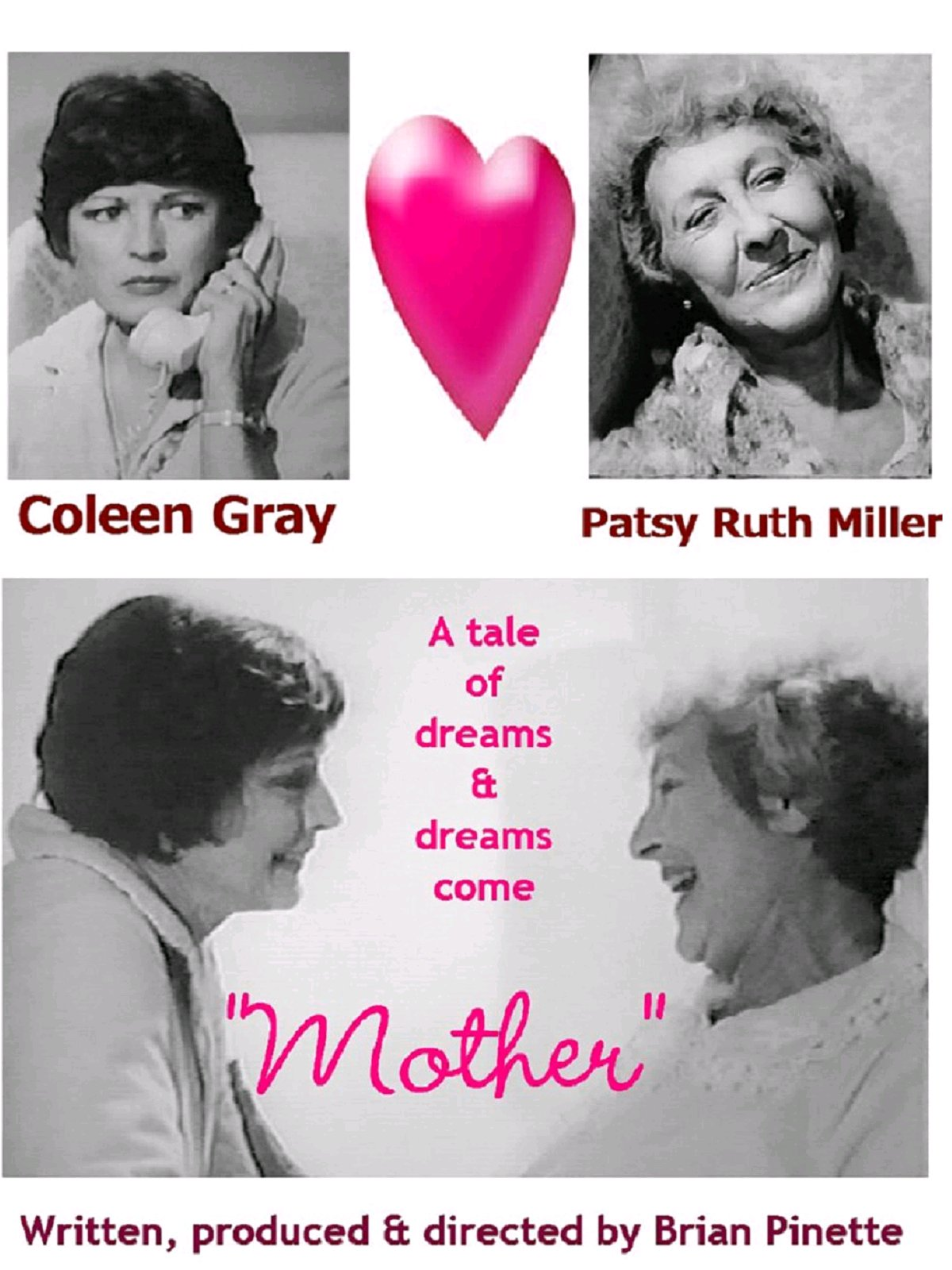
Affiche du film Mother (1978).

- 1947 : Le Carrefour de la mort (Kiss of Death) d'Henry Hathaway : Nettie
- 1947 : Le Charlatan (Nightmare Alley) d'Edmund Goulding : Molly
- 1948 : Massacre à Furnace Creek (Fury at Furnace Creek) d'H. Bruce Humberstone : Molly Baxter
- 1948 : La Rivière rouge (Red River) d'Howard Hawks : Fen
- 1949 : Sand de Louis King : Joan Hartley
- 1950 : Les Cinq Gosses d'oncle Johnny (Father Is a Bachelor) d'Abby Berlin (en) et Norman Foster : Prudence Millett
- 1950 : Jour de chance (Riding High) de Frank Capra : Alice Higgins
- 1950 : The Sleeping City de George Sherman : Ann Sébastian
- 1951 : I'll Get You for This de Joseph M. Newman : Kay Wonderly
- 1951 : Quand les tambours s'arrêteront (Apache Drums) d'Hugo Fregonese : Sally
- 1952 : Models Inc. (en) de Reginald Le Borg : Rusty Faraday
- 1952 : Le Quatrième Homme (Kansas City Confidential) de Phil Karlson : Helen Foster
- 1953 : La Ville sous le joug (The Vanquished) d'Edward Ludwig : Jane Colfax
- 1953 : Les Corsaires de l'espace (Sabre Jet) de Louis King : Mme Gil Manton alias Jane Carter
- 1953 : La Galerie du mystère (The Fake) de Godfrey Grayson : Mary Mason
- 1954 : Le Défi des flèches (Arrow in the Dust) de Lesley Selander : Christella Burke
- 1955 : Las Vegas Shakedown de Sidney Salkow : Julie Rae
- 1955 : Le Bagarreur du Tennessee ou Le mariage est pour demain (Tennessee's Partner) d'Allan Dwan : Goldie Slater
- 1955 : The Twinkle in God's Eye de George Blair : Laura
- 1956 : The Wild Dakotas de Sigmund Neufeld et Sam Newfield : Sue Duneen
- 1956 : Frontier Gambler de Sam Newfield : Sylvia Melbourne
- 1956 : L'Ultime Razzia (The Killing) de Stanley Kubrick : Fay
- 1956 : La corde est prête (Star in the Dust) de Charles F. Haas : Nellie Mason
- 1956 : Death of Scoundrel de Charles Martin : Mme Edith Van Renasslear
- 1956 : The Black Whip de Charles Marquis Warren : Jeannie
- 1957 : Destination 60,000 de George Waggner : Mary Ellen
- 1957 : The Vampire de Paul Landres : Carol Butler
- 1957 : Tragique Odyssée (Copper Sky) de Charles Marquis Warren : Nora Hayes
- 1958 : Hell's Five Hours de Jack L. Copeland : Nancy Brand
- 1958 : Johnny Rocco (en) de Paul Landres : Lois Mayfield
- 1960 : La Femme sangsue (The Leech Woman) d'Edward Dein : June Talbot
- 1961 : La Planète fantôme (The Phantom Planet) de William Marshall : Liara
- 1965 : Quand parle la poudre (Town Tamer) de Lesley Selander : Carol Rosser
- 1968 : Syndicat du meurtre (P.J.) de John Guillermin : Betty Orbison
- 1971 : The Late Liz de Dick Ross : Liz Webb
- 1978 : Mother de Brian Pinette : Angela Harding
- 1985 : Cry from the Mountain de James F. Collier : Marian Rissman

### Télévision
- 1955 : The Millionaire (en) (série) : Janie Smith Fortune
- 1956 : Frontier (en) (série) : Ruth
- 1956 : Climax! (série) : Amanda Shepard
- 1956 : Crusader (série) : Helen Kelway
- 1956 : Mike Hammer (série) : Thelma Dutton
- 1958 : Playhouse 90 (série) : Carol Dennison
- 1959 : Markham (en) (série) : Louise Ariarga
- 1959 : Captain David Grief (série) : Marjorie
- 1960 : Tales of Welles Fargo (série) : Sandra
- 1960 : Le Monde merveilleux de Disney (The Wonderful World of Disney) (série) : Peggy Minters
- 1960 : The Deputy (série) : Lucy Willis
- 1960 : Insight (série) : Jackie
- 1960, 1962, 1964 et 1966 : Perry Mason (série) : Lorraine Kendall / Olga Jordan / Linda Sutton / Martha Erskine
- 1961 : Hong Kong (série) : Iris Leslie # 1
- 1961 : Lawman (série) : Rena Kennedy
- 1961 : Maverick (série) : Greta Blauvelt
- 1961 : Coronado 9 (série) : Ruth Evans
- 1961 : The Tall Man (série) : Edna Henry
- 1961 : Have Gun - Will Travel (série) : Lucy Jalisco
- 1961 : C'est arrivé à Sunrise (Bus Stop) (série) : Mary Ann / Karen Howard
- 1961-1962 : Monsieur Ed, le cheval qui parle (Mister Ed) (série) : Ann / Betty Gordon
- 1961-1962 : 77 Sunset Strip (série) : Helen Conley / Justine Mellon
- 1962 : La route des rodéos (Wide Country) (série) : Gypsy Laveau
- 1962 : Saints and Sinners (série) : Alice Cooper
- 1962 : Window on Main street (série) : Miss Wycliffe
- 1962 : Alfred Hitchcock présente (Alfred Hitchcock presents) (série) : Mme. Lois Callen
- 1962 : Rawhide (série) : Helen Wade
- 1963 : The Dakotas (en) (série) : Mme Wyman
- 1963 : The Adventures of Ozzie & Harriet (série) : Mme Kelley
- 1964 : Haute Tension (Kraft Suspense Theatre) (série) : Dorothy Nehf
- 1965 : Mes trois fils (My Three Sons) (série) : Miss Lovett
- 1966 et 1967 : Le Virginien (The Virginian) (série) : Pearl / Mme Marsh
- 1967 : Match contre la vie (Run for your Life) (séri) : Sally Holt
- 1968 : Bonanza (série) : Marcy
- 1968 : Judd for the Defense (série) : Beth Maddox
- 1968 : Cher oncle Bill (Family Affair) (série) : Margaret Williams
- 1968 et 1975 : L'Homme de fer (The Iron Man) (série) : Ann Kingsley / Mme Glenville
- 1969 : Les Règles du jeu (The Name of the Game) (série) : Sylvia Trager
- 1969-1970 : Bright Promise (série) : Ann Boyd Jones #1
- 1970 : Auto-patrouille (Adam-12) (série) : Mme O'Neill
- 1971 : The Bold Ones: The New Doctors (série) : Mary Lynch
- 1971 : Sur la piste du crime (The F.B.I.) (série)
- 1971 : Ellery Queen: Don't Look Behind You (téléfilm) : Mme Cazalis
- 1971 : Mannix (série) : Liz Holt
- 1972 : Le Sixième Sens (The Sixth Sense) (série) : Joyce
- 1972 et 1976 : Emergency! (série télévisée) : Mme Thompson / Clair Brightweiser
- 1974-1977 : Un shérif à New York (McCloud) (série) : Muriel Clifford
- 1979 : The Best Place to Be (téléfilm) : Dottie Parker
- 1986 : Histoires de l'autre monde (Tales from the Darkside) (série) : Cecilia Matthews